# Unna
Unna är en stad i det tyska förbundslandet Nordrhein-Westfalen. Staden ligger i distriktet med samma namn.

## Vänorter
Staden har samarbete med fem andra städer, nämligen 
Waalwijk i Nederländerna,
Palaiseau i Frankrike,
Döbeln i Tyskland,
Ajka i Ungern och
Pisa i Italien.

## Kommunikationer
Förbi staden går motorvägarna A1 och A44.